# Athis
Athis é uma pequena comuna próximo a Reims no departamento de Marne, região de Grande Leste, norte da França.
A comuna se encontra rodeada por Tours-sur-Marne ao norte, Condé-sur-Marne ao nordeste, Cherville, Jâlons e Aulnay-sur-Marne ao leste, Champigneul-Champagne e Saint-Georges ao sudeste, Pocancy e Saint-Mard-lès-Rouffy ao sul, Les Istres-et-Bury ao sudoeste, Plivot ao oeste e Bisseuil ao noroeste.